# Pfarrkirche Buchboden

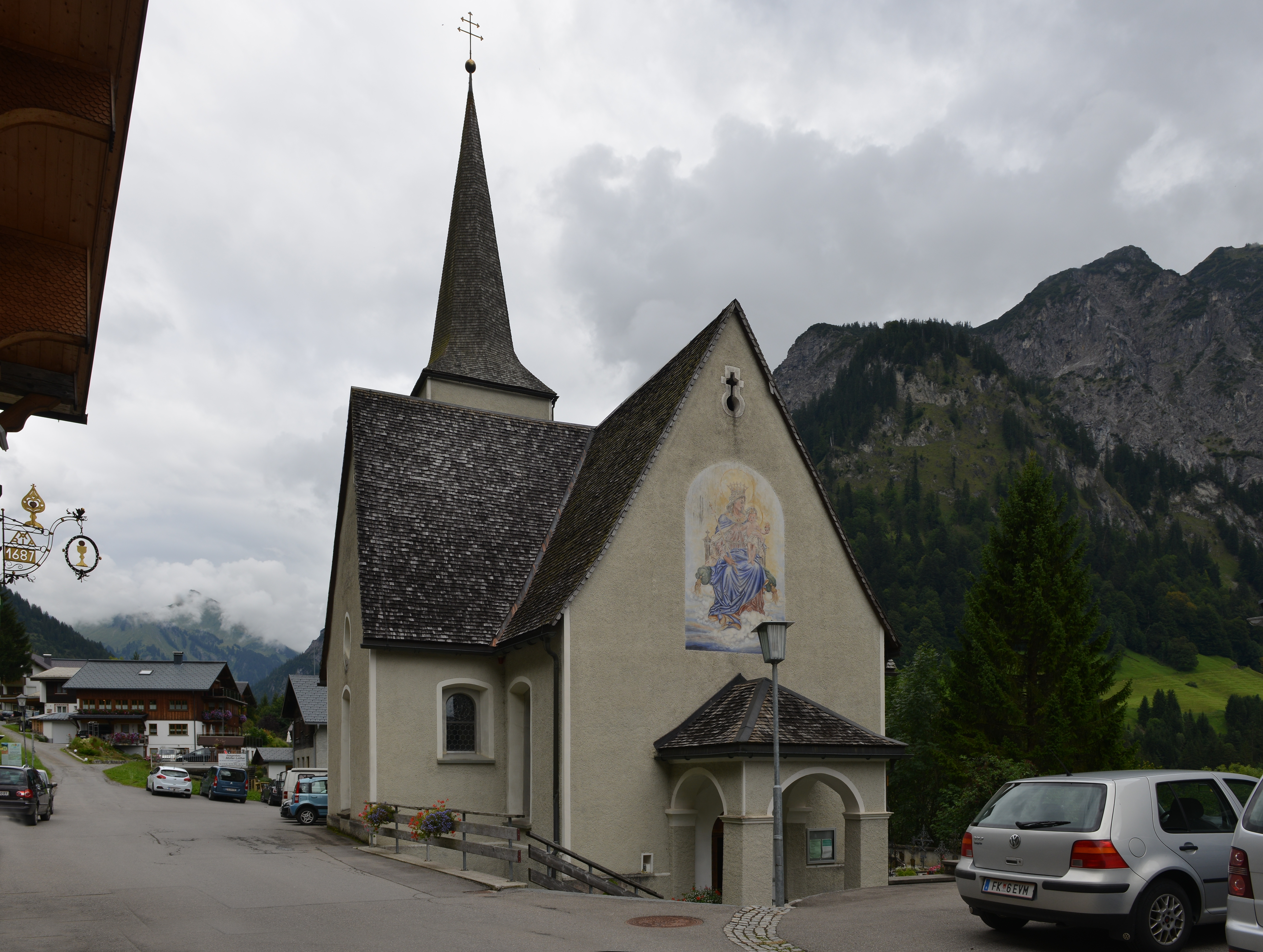
Katholische Pfarrkirche Unserer Lieben Frau Mariä Geburt in Buchboden

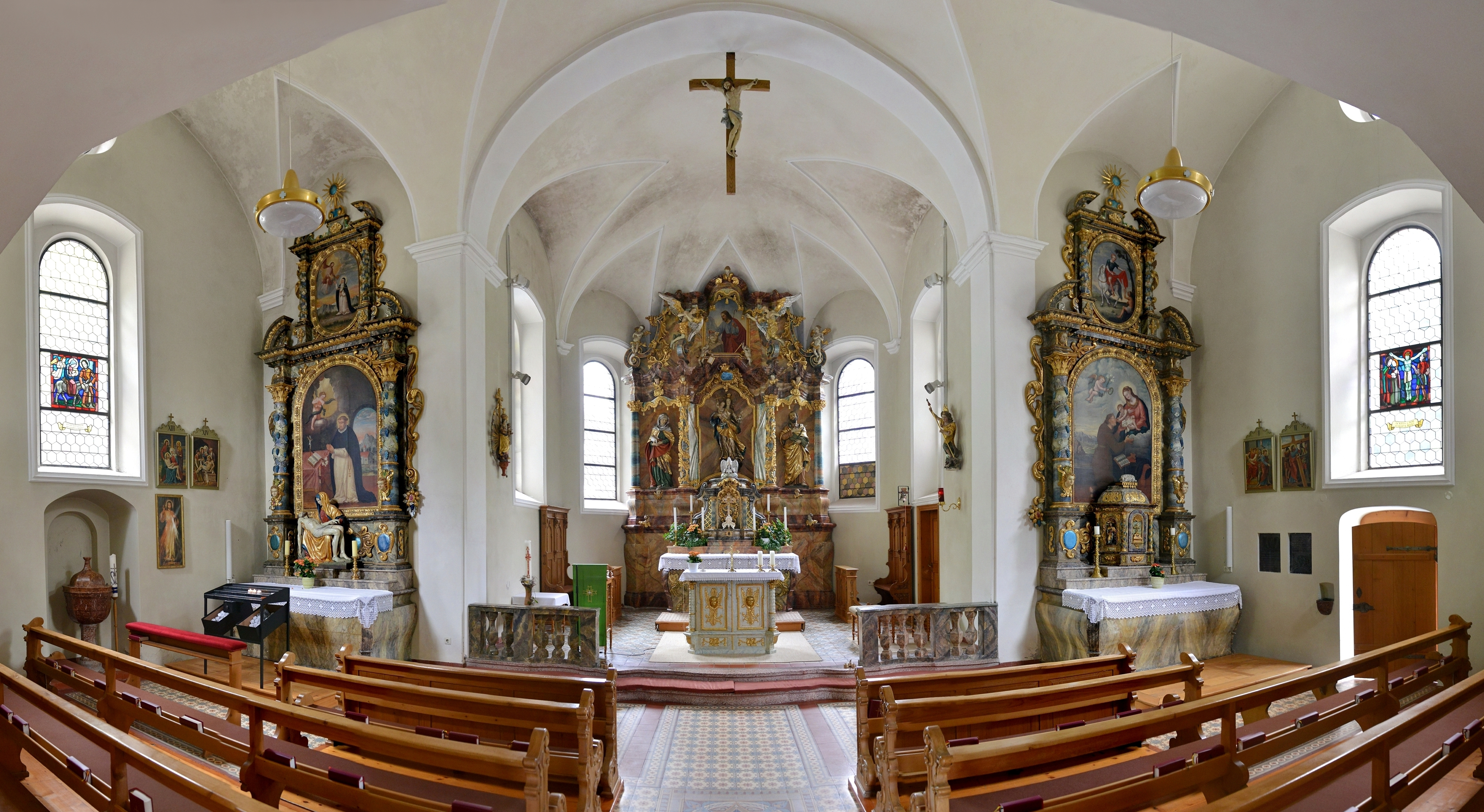
Im Langhaus zum Chor

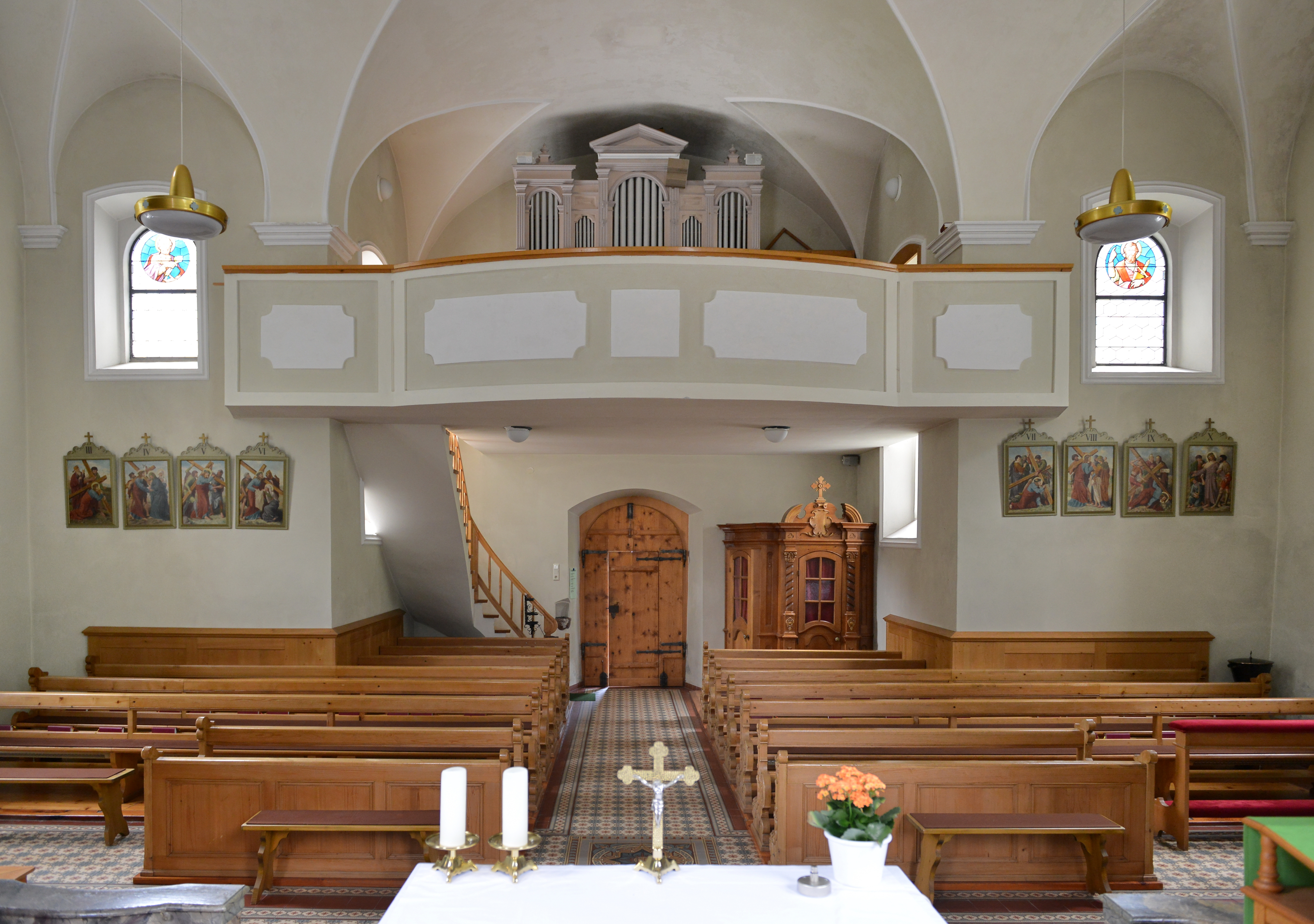
Im Chor zum Langhaus mit Orgelempore

Die römisch-katholische Pfarrkirche Buchboden steht südlich der Straße im Ort Buchboden in der Gemeinde Sonntag im Großen Walsertal in Vorarlberg. Die dem Fest Unserer Lieben Frau Mariä Geburt geweihte Pfarrkirche gehört zum Dekanat Walgau-Walsertal in der Diözese Feldkirch. Die Kirche und der Friedhof stehen unter Denkmalschutz.

## Geschichte
Urkundlich wurde 1638 eine Kapelle genannt. 1657 wurde an einer anderen Stelle eine größere Kapelle errichtet. Die ehemalige Filiale der Pfarrkirche Sonntag wurde 1687 an derselben Stelle als Wallfahrtskirche zur Schmerzhaften Mutter Maria neu erbaut und 1710 zur Pfarrkirche erhoben. 1726 (nach einem Brand) erfolgte ein Abbruch und Neubau der Pfarrkirche. 1904 erfolgte mit Anton Marte eine Restaurierung.
1978 besuchte der damalige Bundespräsident Rudolf Kirchschläger Buchboden und die Kirche.

## Architektur
Der barocke Zentralbau mit einem Grundriss eines griechischen Kreuzes hat Satteldächer und einen Ostturm und ist südlich von einem ummauerten Friedhof umgeben. Der Zentralbau mit vier Kreuzarmen hat im Westen ein niedrigeres gemauertes Vorzeichen mit Rundbogenarkaden unter einem Walmdach. Die Kirche hat Rundbogenfenster in Flachbogennischen an den Kreuzarmen. Im Osten ist ein polygonaler Chor mit einem angebauten Ostturm mit Flachbogenschallöffnungen und einem Spitzhelm. Südlich am Chor ist eine eingeschoßige Sakristei angebaut.

## Ausstattung
Der Hochaltar aus 1761 wurde 1903 aus der Pfarrkirche Bürs hierher übertragen.
Die heutige Orgel bauten 1890 die Gebrüder Mayer in einem klassizistischen Gehäuse. Diese wurde 1960 restauriert.

## Glocken
Die aus der ersten Kapelle stammende Glocke wurde umgegossen und 1664 von der Gießerei Theodor aus Lindau eine weitere Glocke zugekauft. 1745 wurde eine weitere Glocke, in Feldkirch gegossen, gekauft. 1903 wurden unter Pfarrer Kalb neue Glocken installiert, diese mussten 1916 kriegsbedingt abgegebene werden. 1924 wurden von der Fa. Grassmayr aus Innsbruck neue Glocken gekauft, die jedoch 1942 wiederum kriegsbedingt abgegeben werden mussten. Die heute im Turm befindlichen Glocken stammen aus dem Jahr 1955. Seit 1968 werden diese elektrisch geläutet.

## Friedhof
Der Friedhof soll bereits anlässlich der Pfarrerhebung 1710 angelegt worden sein und es wurde 1880 ein schmiedeeisernes Friedhofskreuz angebracht. 1903 und 1957 wurde der Friedhof erweitert. 1957 auch eine Gedenkstätte für die Opfer beider Weltkriege errichtet.